# Dialogues on Race Volume One
 Dialogues on Race Volume One ist ein Jazzalbum von Gregg August. Die im Februar 2019 entstandenen Aufnahmen erschienen am 21. August 2020 auf dem Label Iacuessa Records.

## Hintergrund
Die ursprünglich abendlange Suite wurde von der Jerome Foundation und der New Yorker Jazz Gallery in Auftrag gegeben. Der Bassist und Komponist Gregg August führte Dialogues on Race mit einem großen Ensemble 2009 erstmals auf. August verfeinerte nach und nach das Dutzend Stücke von Dialogues on Race für die nachfolgenden Aufnahmesitzungen und stellte eine ideale Besetzung zusammen, darunter die Sänger Frank Lacy, Shelley Washington und Forest Van Dyke sowie der Erzähler Wayne Smith. Das Kernstück der Aufnahme ist die Thematisierung des Mords und die Verbrennung von Emmett Till im Jahr 1955, was die amerikanische Bürgerrechtsbewegung auslöste. Die wichtigste poetische Inspiration war dabei Marilyn Nelsons Gedicht „Your Only Child“, in dem sie das Leiden von Mamie Till mit Maria, der Mutter Christi, vergleicht. Augusts Melodie für dieses Gedicht zieht sich durch die gesamte Suite, einschließlich drei verschiedener Versionen dieses Liedes: eine von Lacy im Jazzstil, eine von Washington in einem ehrfürchtigen Kontext und eine dritte in einer abschließenden Instrumentalwiedergabe mit August als Solist am Coll’arco-Bass.
August brachte aus seinem Umfeld Musiker mit, die das Werk unterstützten, darunter J. D. Allen (Saxophon), John Bailey (Trompete), John Ellis (Sopransaxophon), Rafi Malkiel (Posaune) und Luis Perdomo (Klavier); hinzu kamen die Latin-Perkussion von Mauricio Herrera und das Schlagzeug von Donald Edwards.
Das Album entstand im Zuge der öffentlichen Abrechnung Amerikas mit den Rassenbeziehungen im Lande. Solisten sind auf Dialogues on Race insbesondere der Bassklarinettist Ken Thomson und Gregg August selbst, wie in dessen thematischen Arco-Spiel auf „Your Only Child (Second Statement)“. Manchmal erscheinen im Werk die Gedichtvortäge, mit Gesang von Wayne Smith („Letter to America“), von Frank Lacy und Shelley Washington (die erste bzw. dritte Aussage von „Your Only Child“) und Forest Van Dyke, mit der Interpretation von Carolyn Kizers „I Sang in the Sun“. Auf „Mamie's Reflections“ enthält das Album auch die bewegende Stimme von Emmett Tills Mutter, die über den Lynchmord an ihrem Sohn 1955 in Mississippi nachdenkt. Ihre Erinnerungen münden in eine kollektive Improvisation mit Bassklarinette (Ken Thomson), Tuba (Marcus Rojas) und dem Sog von Augusts Arco-Bass.
In den Liner Notes schrieb Gregg August: „Ich hoffe, dass „Dialogue on Race“ in gewisser Weise als integrierte musikalische Brücke zum Bewusstsein und vielleicht sogar als Bekenntnis gegen Rassismus und [damit verbundene] Ungerechtigkeit dienen kann. Zugegeben, das sind hohe Ziele. Ich weiß jedoch, dass wir durch Gespräche, Gemeinsamkeit und die Kunst zusammenarbeiten können, um das Verständnis zu fördern.“

## Titelliste

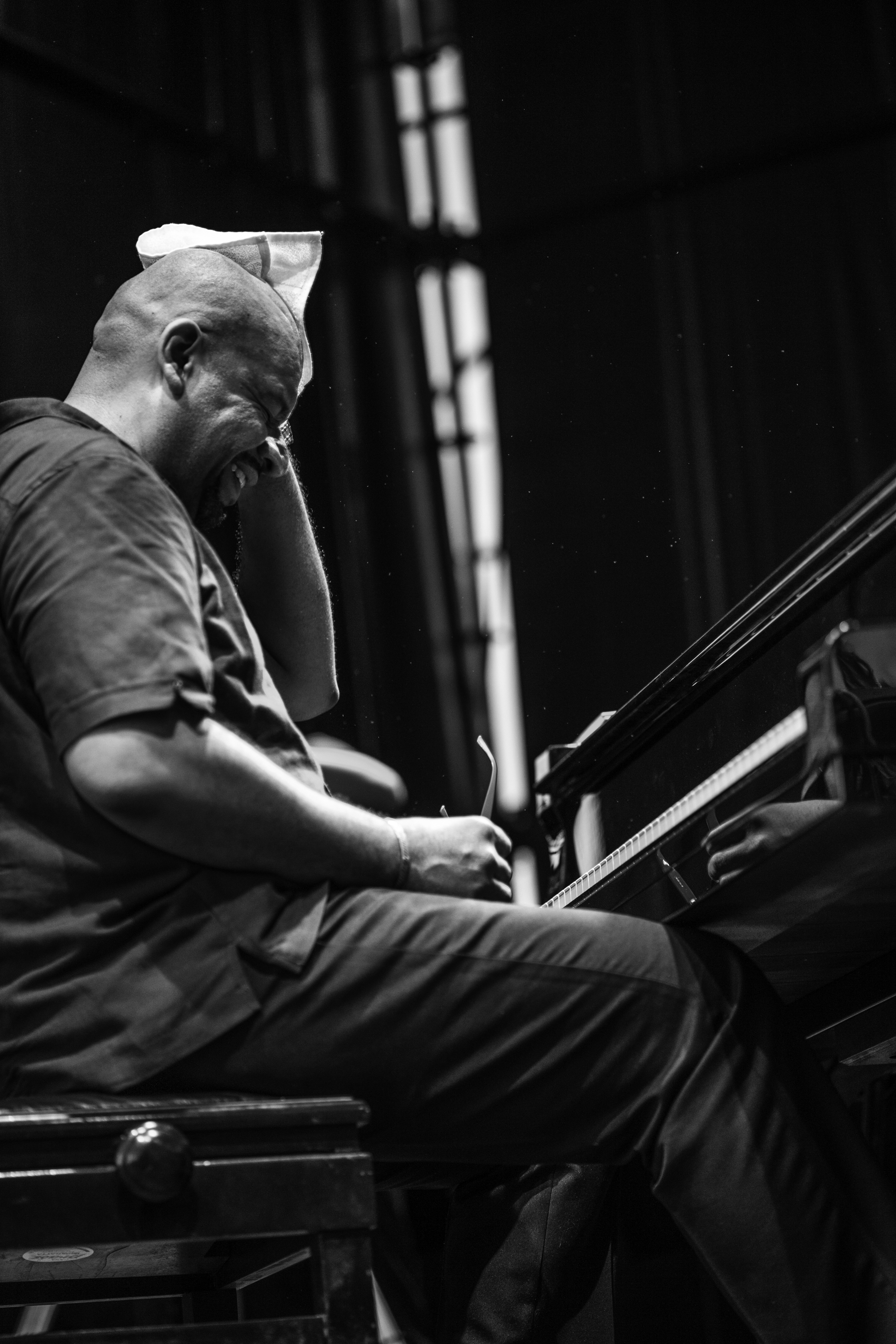
Luis Perdomo beim:19. International Jazz Festival of Punta del Este (2015)

- Gregg August: Dialogues on Race Volume One (Iacuessa Records)[4]

CD 1
1. Sherbet (Just To Be Certain That The Doubt Stays On Our Side Of The Fence) 8:18
2. Letter To America 7:54
3. Your Only Child (First Statement) 3:50
4. I Rise 10:28
5. Sky 8:53
6. Your Only Child (Second Statement) 1:53

CD 2
1. I Sang in the Sun 7:38
2. Mother Mamie's Reflections 4:30
3. Your Only Child (Third Statement) 9:57
4. Sweet Words On Race 8:58
5. The Bird Leaps 7:30
6. Blues Finale 5:04

- Sämtliche Musik wurde von Gregg August komponiert und arrangiert. Die Gedichte stammen von Poems Marilyn Nelson, Cornelius Eady, Francisco Alarcón, Maya Angelou, Richard Katrovas, Carolyn Kizer und Langston Hughes.

## Rezeption und Auszeichnung
Das Album wurde in der Kategorie Bestes Album eines größeren Jazzensembles für die Grammy Awards 2021 nominiert.

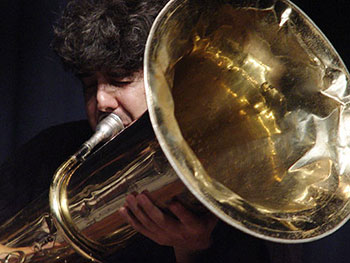
Marcu -Rojas (2007)

Nach Ansicht von R.J. DeLuke (All About Jazz) zählt Dialogues on Race zu den besten Jazzalben des Jahres. Michael J. West schrieb in JazzTimes, Dialogues on Race sei ein komplexes, schönes und oft eindringliches Werk, das von Gedichten über rassistisch bedingter Spannungen (von Autoren mehrerer Bevölkerungsgruppen) inspiriert ist. Der eindringliche Aspekt erreiche seinen Höhepunkt mit „Mother Mamies Reflections“, einer erschreckenden kollektiven Improvisation (von August, Thomson und dem Tubaisten Marcus Rojas), die gegen die Stimme von Emmett Tills Mutter gerichtet ist, als sie beschreibt, was sie sah, als sie den Sarg ihres Sohnes öffnete. Trotz aller düsteren Töne swinge Dialogues on Race auch mit Überzeugung. So biete „Sweet Words on Race“ eine synkopierte Call and Response zwischen Conguero Mauricio Herrera und den Blech- und Holzbläsern, die so intensiv seien, dass es weh tue. Das Gleiche gelte für „The Bird Leaps“, eine von Maya Angelou inspirierte Bewegung, die die besten Grooves aus den Gruppen von Duke Ellington, Thelonious Monk und Charles Mingus in einem Paket biete. Dialogues on Race ist Augusts schönste Arbeit.
Der Autor des Blogs Culture Currents (Vernaculars Speak) schrieb, Bassist Gregg Augusts großes Jazzensemble veranschauliche auf Dialogues on Race einen Dialog, der für Reformen und kollektive Heilung notwendig sei. Pointierte, ergreifende Poesie – von Maya Angelou, Langston Hughes, Francisco Alarcon, Carolyn Kizer und anderen – schmücke seine pulsierende Orchesterleinwand, mit Versen, die manchmal rezitiert, manchmal musikalisch interpretiert werden. Nur wenige neuere künstlerische Dokumente hätten eine solche sengende Kraft oder wären so furchtlos und ehrgeizig, so der Autor. Augusts lebhafte Besetzung spiegle die Poesie wider und erinnere an eine der ehrgeizigsten Aufnahmen von Charles Mingus, Let My Children Hear Music.